# Agrilus hispaniolae
Agrilus hispaniolae é uma espécie de inseto do género Agrilus, família Buprestidae, ordem Coleoptera.
Foi descrita cientificamente por Hespenheide, 1998.